# Бер Крик (Калифорнија)
Бер Крик (енгл. Bear Creek) насељено је место без административног статуса у америчкој савезној држави Калифорнија.

## Демографија
По попису из 2010. године број становника је 290.
| Група             | 2000.    | 2010.       |
| Белци             | 0 (0,0%) | 87 (30,0%)  |
| Афроамериканци    | 0 (0,0%) | 4 (1,4%)    |
| Азијати           | 0 (0,0%) | 14 (4,8%)   |
| Хиспаноамериканци | 0 (0,0%) | 170 (58,6%) |
| Укупно            | 0        | 290         |